# شهرستان جکسون (فلوریدا)
شهرستان جکسون، فلوریدا (به انگلیسی: Jackson County, Florida) یک سکونتگاه مسکونی در ایالات متحده آمریکا است که در فلوریدا واقع شده‌است.